# Cap de les Salines
El Cap de les Salines és un cap de l'illa de Mallorca. És l'extrem sud de l'illa. Forma part d'una àrea natural d'especial interès. Es troba al municipi de Santanyí però agafa el nom de ses Salines.